# Belostomàtids
Els belostomàtids (Belostomatidae) són una família d'insectes hemípters del subordre Heteroptera que agrupa les nipes (xinxes aquàtiques) gegantes.
Són de distribució mundial, amb nombroses espècies en tota Amèrica i Àsia oriental, en tolls i corrents d'aigua dolça. La majoria de les espècies són relativament grans, 2 cm o més, amb alguna de les espècies més grosses (com les del gènere Lethocerus) passant de 12 cm. Les nipes aconsegueixen les dimensions de longitud i massa, dels majors coleòpters del món. Aquests gegants són els més grans de tots els hemípters.

## Taxonomia
La família Belostomatidae inclou quatre subfamílies, una d'elles extinta:
- Subfamília Belostomatinae Leach, 1815
- Subfamília Horvathiniinae Lauck & Menke, 1961
- Subfamília Lethocerinae Lauck & Menke, 1961
- Subfamília Stygeonepinae Popov, 1971 †